# Lysiteles auriculatus
Lysiteles auriculatus là một loài nhện trong họ Thomisidae.
Loài này thuộc chi Lysiteles. Lysiteles auriculatus được miêu tả năm 2008 bởi Guo Tang et al..